# Labinot Ibrahimi
Labinot Ibrahimi (Pristina, 25 giugno 1986) è un calciatore kosovaro, difensore del Trepça.

## Biografia
Nato a Priština, nell'allora provincia autonoma jugoslava del Kosovo. Possiede anche il passaporto albanese.

## Carriera
Il 1º luglio 2013 viene acquistato a titolo definitivo dalla squadra albanese del Partizani Tirana, formazione della massima divisione albanese.

## Statistiche

### Presenze e reti nei club
Statistiche aggiornate al 12 marzo 2021.
| Stagione                | Squadra                 | Campionato              | Campionato | Campionato | Coppe nazionali | Coppe nazionali | Coppe nazionali | Coppe continentali | Coppe continentali | Coppe continentali | Altre coppe | Altre coppe | Altre coppe | Totale | Totale |
| Stagione                | Squadra                 | Comp                    | Pres       | Reti       | Comp            | Pres            | Reti            | Comp               | Pres               | Reti               | Comp        | Pres        | Reti        | Pres   | Reti   |
| ----------------------- | ----------------------- | ----------------------- | ---------- | ---------- | --------------- | --------------- | --------------- | ------------------ | ------------------ | ------------------ | ----------- | ----------- | ----------- | ------ | ------ |
| 2013-2014               | Partizani Tirana        | KS                      | 27         | 1          | CA              | 3               | 0               | -                  | -                  | -                  | -           | -           | -           | 30     | 1      |
| 2014-2015               | Partizani Tirana        | KS                      | 18         | 1          | CA              | 5               | 0               | -                  | -                  | -                  | -           | -           | -           | 23     | 1      |
| 2015-2016               | Partizani Tirana        | KS                      | 23         | 2          | CA              | 4               | 1               | UEL                | 1                  | 0                  | -           | -           | -           | 28     | 3      |
| 2016-2017               | Partizani Tirana        | KS                      | 25         | 1          | CA              | 4               | 0               | UCL+UEL            | 4+3                | 0                  | -           | -           | -           | 36     | 1      |
| 2017-2018               | Partizani Tirana        | KS                      | 32         | 1          | CA              | 5               | 0               | UEL                | 2                  | 0                  | -           | -           | -           | 39     | 1      |
| 2018-2019               | Partizani Tirana        | KS                      | 31         | 0          | CA              | 4               | 0               | UEL                | 2                  | 0                  | -           | -           | -           | 37     | 0      |
| lug.-ago. 2019          | Partizani Tirana        | KS                      | 0          | 0          | CA              | 0               | 0               | UCL+UEL            | 2+1                | 0                  | SA          | 0           | 0           | 3      | 0      |
| Totale Partizani Tirana | Totale Partizani Tirana | Totale Partizani Tirana | 156        | 6          |                 | 25              | 1               |                    | 15                 | 0                  |             | -           | -           | 196    | 7      |
| 2019-2020               | Prishtina               | SL                      | 18         | 0          | CK              | 5               | 0               | -                  | -                  | -                  | -           | -           | -           | 23     | 0      |
| 2020-2021               | Arbëria                 | SL                      | 15         | 1          | CK              | 1               | 0               | -                  | -                  | -                  | -           | -           | -           | 16     | 1      |
| Totale carriera         | Totale carriera         | Totale carriera         | 189        | 7          |                 | 31              | 1               |                    | 15                 | 0                  |             | 0           | 0           | 235    | 8      |

## Palmarès

### Club

#### Competizioni nazionali
- Superliga e Futbollit të Kosovës: 2

Prishtina: 2007-2008, 2008-2009
- Campionato albanese: 1

Partizani Tirana: 2018-2019